# NGC 1386
NGC 1386 est une galaxie spirale relativement rapprochée et située dans la constellation de l'Éridan. NGC 1386 a été découverte par l'astronome allemand Julius Schmidt en 1865.

## Caractéristiques

### Distance
Sa vitesse par rapport au fond diffus cosmologique est de 774 ± 8 km/s, ce qui correspond à une distance de Hubble de 11,4 ± 0,8 Mpc (∼37,2 millions d'al).
À ce jour, quatre mesures non basées sur le décalage vers le rouge (redshift) donnent une distance de 16,150 ± 0,700 Mpc (∼52,7 millions d'al), ce qui est à l'extérieur des valeurs de la distance de Hubble.

### Luminosité dans l'infrarouge
La luminosité de la galaxie NGC 1385 dans l'infrarouge lointain (de 40 à 400 µm)  est égale à 1,12 × 1010 {\displaystyle L_{\odot }} (1010,05{\displaystyle L_{\odot }}) et sa luminosité totale dans l'infrarouge (de 8 à 1 000 µm) est de 1,51 × 1010 {\displaystyle L_{\odot }} (1010,18{\displaystyle L_{\odot }}).

## Morphologie
Seul le professeur Seligman classe cette galaxie comme spirale. Les autres sources consultées classent cette galaxie comme lenticulaire, mais l'image de celle-ci par l'ESO montre assez nettement la présence de bras spiraux.

### Un disque entourant le noyau

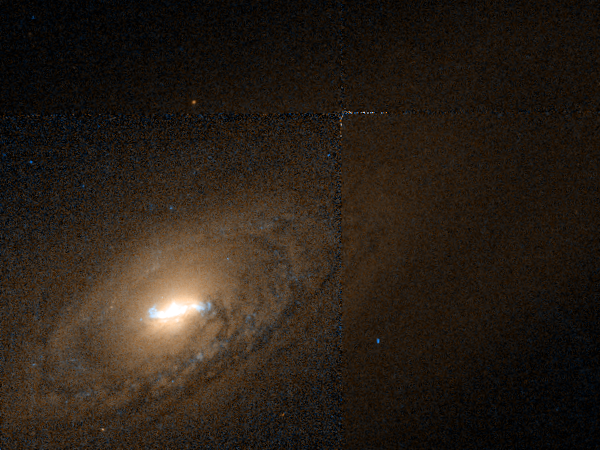
Le disque entourant le noyau est très nettement visible sur cette image de NGC 1386 réalisée par le télescope spatial Hubble.

Grâce aux observations du télescope spatial Hubble, on a détecté un disque de formation d'étoiles autour du noyau de NGC 1386. La taille de son demi-grand axe est estimée à 1340 pc (~4370 années-lumière).

## Trou noir supermassif
Selon les auteurs d'un article publié en 2002, la masse du trou noir central de NGC 1386 est de 1,74 x 107{\displaystyle M_{\odot }} (107,24{\displaystyle M_{\odot }}).  
Une étude  réalisée en 2007  auprès de 90 galaxies de type Seyfert 2 utilisant la dispersion des vitesses a permis d'estimer la masse des trous noirs supermassifs centraux de celles-ci. Pour NGC 1386, la masse du trou noir est égale à 17 × 106 {\displaystyle M_{\odot }} (107,24).
Selon une autre étude réalisée auprès de 76 galaxies par Alister Graham en 2008  , le bulbe central de NGC 1386 renferme un trou noir supermassif dont la masse est estimée à 1,2+1,2
−0,6 x 106 {\displaystyle M_{\odot }}.
Selon un troisième article publié en 2012,  plusieurs études de la dispersion des vitesses dans la région centrale ont permis d'estimer sa masse à 2,63 × 107 {\displaystyle M_{\odot }} (107,42).
Selon les auteurs d'un article publié en 2012, la connaissance de la masse d'un trou noir central et du taux d'accrétion par celui-ci permet d'estimer le taux de formation d'étoiles dans la région centrale des galaxies de type Seyfert. Ce taux pour NGC 1386 serait à l'intérieur d'un rayon de 1 kpc de 0,054 {\displaystyle M_{\odot }}/an.

## Groupe de NGC 1386 et l'amas du Fourneau
NGC 1386 est la galaxie la plus brillante d'un groupe qui porte son nom. Le groupe de NGC 1386 fait partie de l'amas du Fourneau et il comprend au moins 7 autres galaxies, soit NGC 1375, NGC 1389, NGC 1396, NGC 1326B, ESO 358-59, ESO 358-60 et PGC 13449. La désignation FCC 179 indique que NGC 1386 est un membre de l'amas du Fourneau dans le catalogue de Henry Ferguson,.